# Švėkšna
Švėkšna (äldre tyskt namn: Schwestnau) är en ort i Litauen. Den är belägen i kommunen Šilutė i Klaipėda län, i den västra delen av landet, 250 km väster om huvudstaden Vilnius. Švėkšna är beläget 42 meter över havet och antalet invånare är 2 380 personer.